# Slaget vid Virta bro
Slaget vid Virta bro var ett slag under finska kriget 1808–1809. Slaget stod mellan svenska och ryska styrkor den 27 oktober 1808 vid Virta bro, norr om Idensalmi.

## Bakgrund
Under stora delar av sommaren och hösten hade 5:e brigaden under befäl av Johan August Sandels stått i en stark ställning vid Toivala. Ställningen hade krävt ett stort antal ryska styrkor och var därför av stor strategisk vikt för kriget. Sandels hade dock insett att hans trupper, som var färre till antalet, inte kunde hålla ställningen vid Toivala under en längre tid, varför han förberedde en ny stark position vid Palois. Ovetandes om att Sandels lämnat Toivala den 29 september slöt Fredrik Vilhelm von Buxhoevden samma dag stilleståndet i Lochteå, vars främsta mål var att Sandels skulle lämna Toivala. Stilleståndet innebar att Sandels tvingades överge den väl förberedda ställningen vid Palois och förflytta sina styrkor norr om Idensalmi. Han ansåg dock inte ställningen stark nog för ett längre motstånd och lät trossen fortsätta reträtten. Därefter förbereddes området för strid. Vid Kauppila uppfördes en skans vilken besattes av Savolax fotjägarregemente. På kullen vid Linna ställdes två skansar för artilleriet tillsammans med Vasa bataljon, Uleåborgs bataljon, halva Kajana bataljon och Karelska dragonervargeringen, allt under befäl av Gustaf Fahlander, vilken var Sandels närmaste man. Även vid Fredriksdal och Katain fanns skansar för artilleri. Där stod halva Kajana bataljon och Västerbottens bataljon medan Österbottens bataljon stod vid Pardala. Dessutom förstördes stora delar av bron över Virta strömmen.
Befälhavaren för de ryska styrkorna, Nikolaj Aleksejevitj Tutjkov, avslutade klockan 13:00 den 19 oktober stilleståndet, vilket innebar att stridigheterna fick begynna igen åtta dagar senare vid samma tid. Planen var att Tutjkov skulle besegra och tillintetgöra 5:e brigaden, sedan marschera norrut till Uleåborg för att där blockera reträtten för den svenska huvudarmén.

## Slaget
En kort tid före klockan 12:00 den 27 oktober utsände Sandels sin adjutant, Carl Wilhelm Brusin, för att överlämna ett antal brev och för att få bättre insikt i fiendens avsikter. När Brusin anlände förklarade dock Tutjkovs adjutant att klockan redan var 13:00 och att stilleståndet därför hade upphört. Att uren visade olika är sannolikt eftersom de olika sidorna ovetandes hade uren ställda annorlunda. Därefter överlämnade Brusin breven och fick sedan direkt återvända. Brusin kom tillsammans med förposterna under anfall av en skara kosacker men nådde snart fram till bron där de fick understöd av soldater ifrån Savolax fotjägarregemente. Båda sidors infanteri inledde en skottväxling från stränderna över Virta strömmen medan ryskt artilleri ställdes framför bron, vid en udde norröver och nedanför Lapinniemi udde. Snart antändes gårdarna i Kauppila av artilleriet medan svenskt artilleri i Fredriksdal tystade två ryska kanoner.

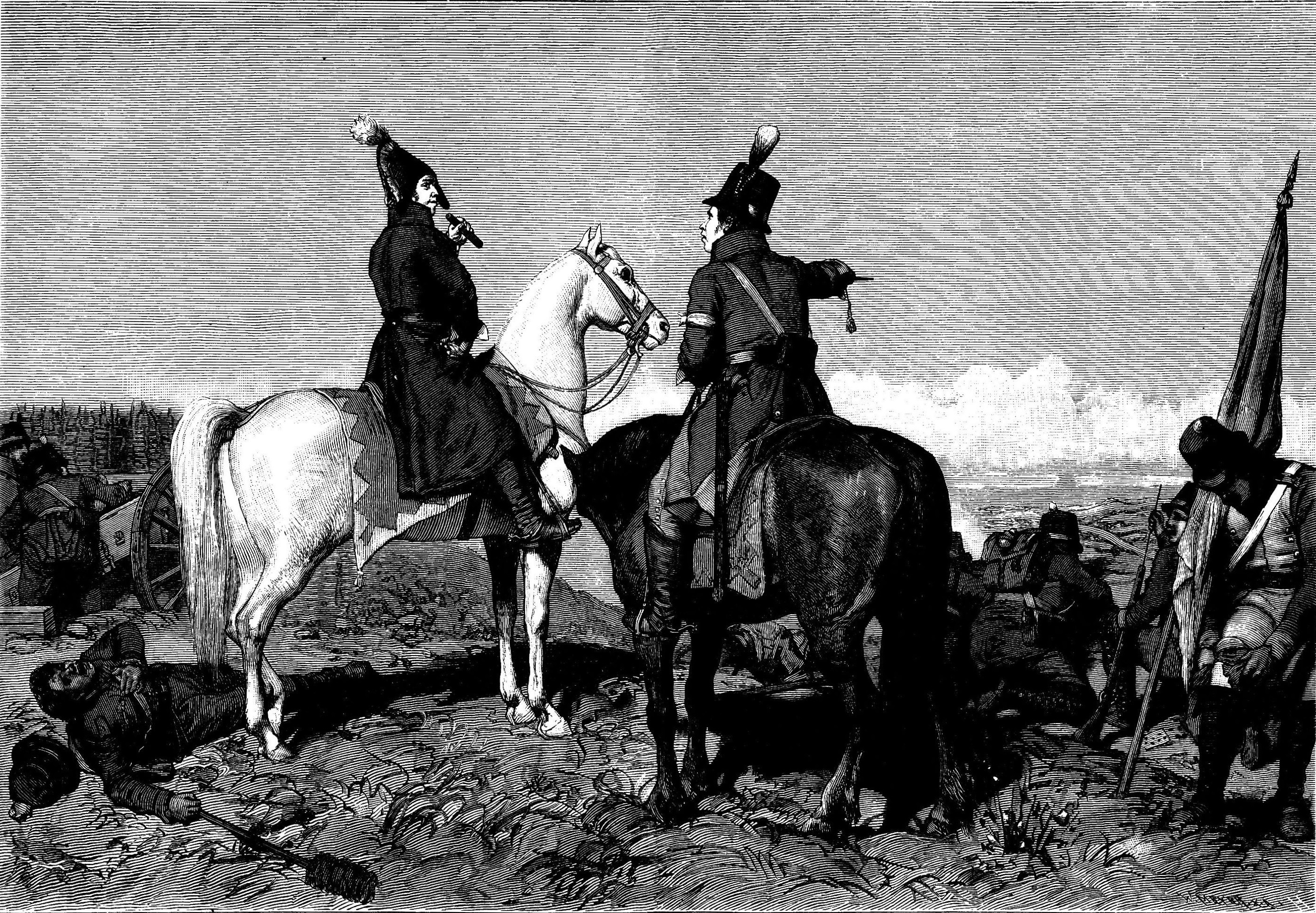
Sandels, illustration av Johan August Malmström.

Efter tre timmar av skottväxling mellan svenska och ryska styrkor inledde ryssarna sina försök med att fylla upp hålen i bron och trots den svenska elden fylldes bron med diverse ris och trämaterial. Därefter anföll ett jägarregemente över bron och drev undan de sista svenska soldaterna ifrån bron och stranden. När tre regementen korsat bron och inlett en offensiv mot Linna infann sig även Michail Petrovitj Dolgorukov. "Med uppknäppt uniformsrock, kikare i ena handen, värjan i den andra och en tobakspipa mellan tänderna ledde han anfallet utan att bekymra sig om det täta kulregnet". Dolgorukovs mod inför faran resulterade dock i att han snart träffades av en kanonkula i magen och dog. Vid denna tid förde även ryssarna kanoner till en udde väster om Linna samt ut vid Lapinniemi udde och snart fattade även byggnaderna i Linna eld av artilleriets säkra skott medan en svensk kanon renderades obrukbar. När Ilja Ivanovitj Alexejeff, som förde befäl vid Linna, observerade att en svensk kanon blivit obrukbar bedömde han att kullen och dess skansar kunde stormas med fördel. Runt 1000 ryssar stormade därför upp emot Linna i täta led och trängde sig fram till skansarna. På kullen hade Sandels iakttagit stridigheterna och ansåg att det nu var ett fördelaktigt tillfälle för ett motanfall. 600 man stormade fram under befäl av Gustaf Fahlander, Joachim Zachris Duncker, Carl Wilhelm Malm, Berndt Adolf Grotenfelt och Gustaf Wilhelm Conradi. Det oväntade motanfallet överraskade totalt de ryska styrkorna, vilka drevs tillbaka med bajonett och skott. Därefter fortsatte offensiven och ryssarna drevs då ner i strömmen. Gustaf Adolf Montgomery, som deltog i slaget vid endast 17 års ålder, beskrev motanfallet: "Hvad som ej stupade för bajonetten eller nedgjordes af batteriernas drufhagel, fann sin graf i strömmen, då de flyende, i hopad oordning, skulle tränga sig öfver bron, där styckeskott och handgevärseld gjorde en blodig efterskörd". Efter motanfallet sändes två kanoner ner till stranden för att rensa bron medan en ny skottväxling vidtog över strömmen. Även Västerbottens bataljon och Österbottens bataljon anlände till stranden och stridigheterna fortgick fram emot kvällen tills mörkret anlände.

## Följder
Slaget vid Virta bro var den sista svenska segern i Finland. Sandels skrev i sin dagbok om slaget: "Då man öfverväger att oaktadt fientliga armén utgjorde 7 à 8,000 man och hade de mest bestämda order att, kosta hvad det ville, forcera sig fram, fältet likväl bibehölls af svenska trupperna, hvilka knappt stego till 1,200 man, skall kanske hvarken samtid eller eftervärlden neka denna brigad sitt bifall; och då man tillika betraktar arméernas ömsesidiga förluster och jämför obetydligheten af vår emot fiendens, skall man ej tveka i det omdöme, att denna affär var såväl en af de viktigaste, som en af de för svenska vapnen mest hedrande, hvilka under detta krig förefallit". Efteråt slöts ett 36 timmars stillestånd för att begrava de döda och samla de sårade. Då Sandels inte ansåg att ställningen var strategisk viktig och tvivlade att han skulle kunna hålla stånd där en längre tid drog han sig natten mellan den 28 oktober och den 29 oktober norrut.

## Eftermäle
Johan Ludvig Runebergs dikter Löjtnant Zidén, Sven Dufva och Sandels ifrån diktverket Fänrik Ståls sägner behandlar alla slaget vid Virta bro.

## Galleri

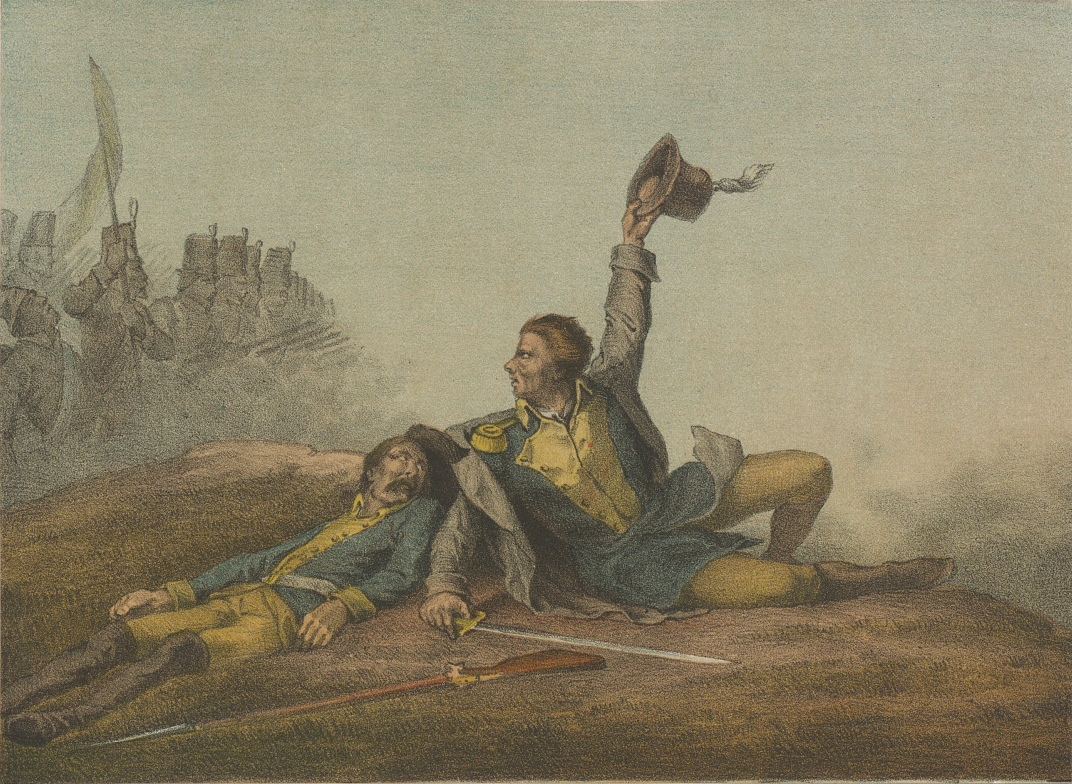
Löjtnant Zidén, illustration av Carl Theodor Staaff.
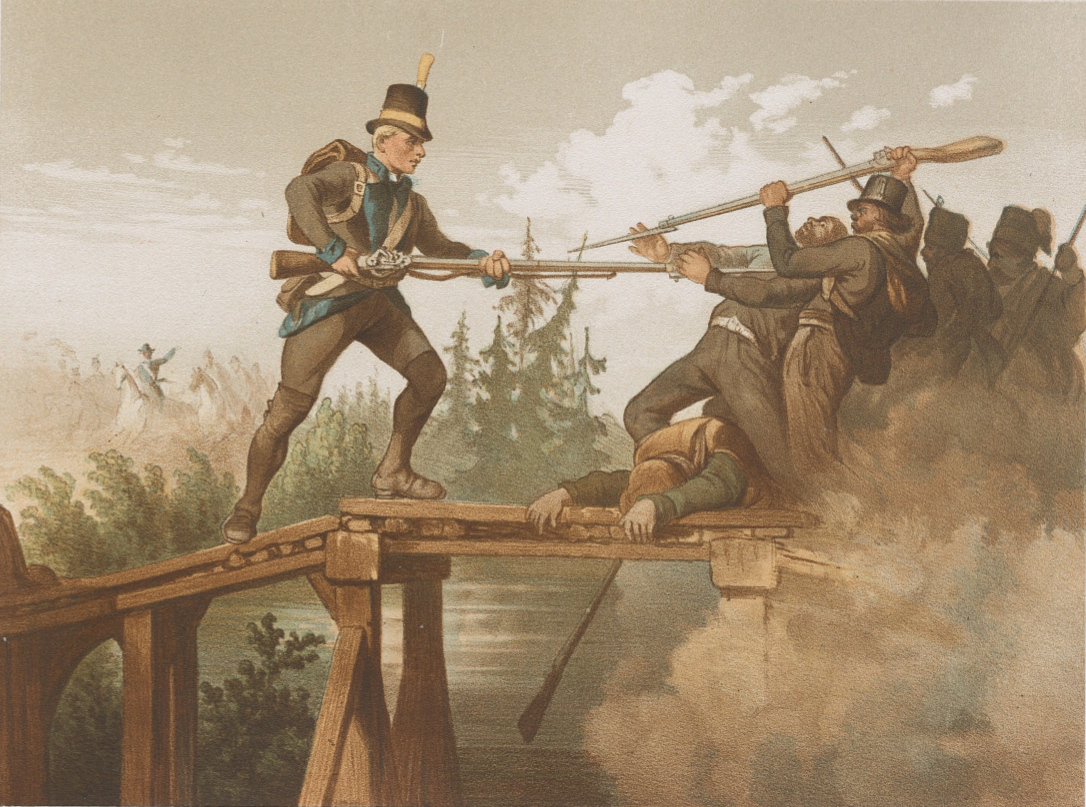
Sven Dufva, illustration av Carl Theodor Staaff.
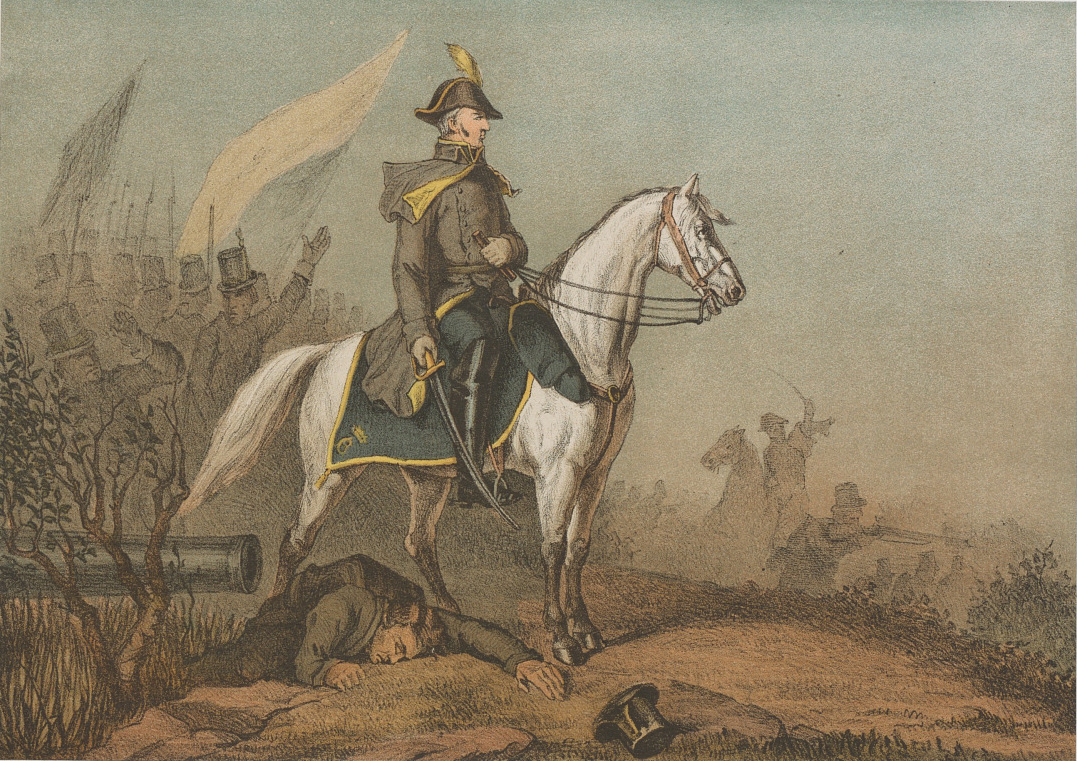
Sandels, illustration av Carl Theodor Staaff.
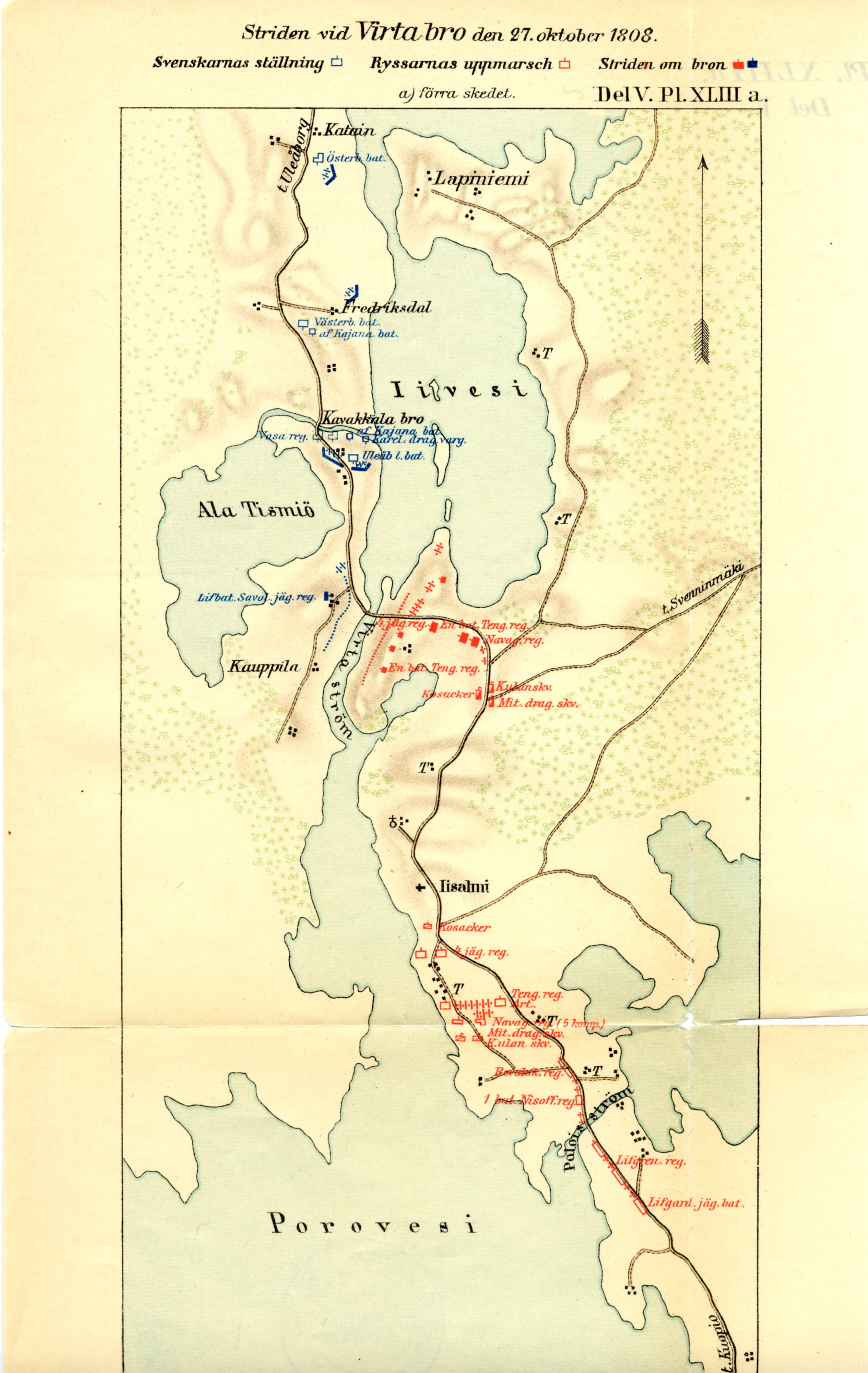
Första skedet i slaget vid Virta Bro.
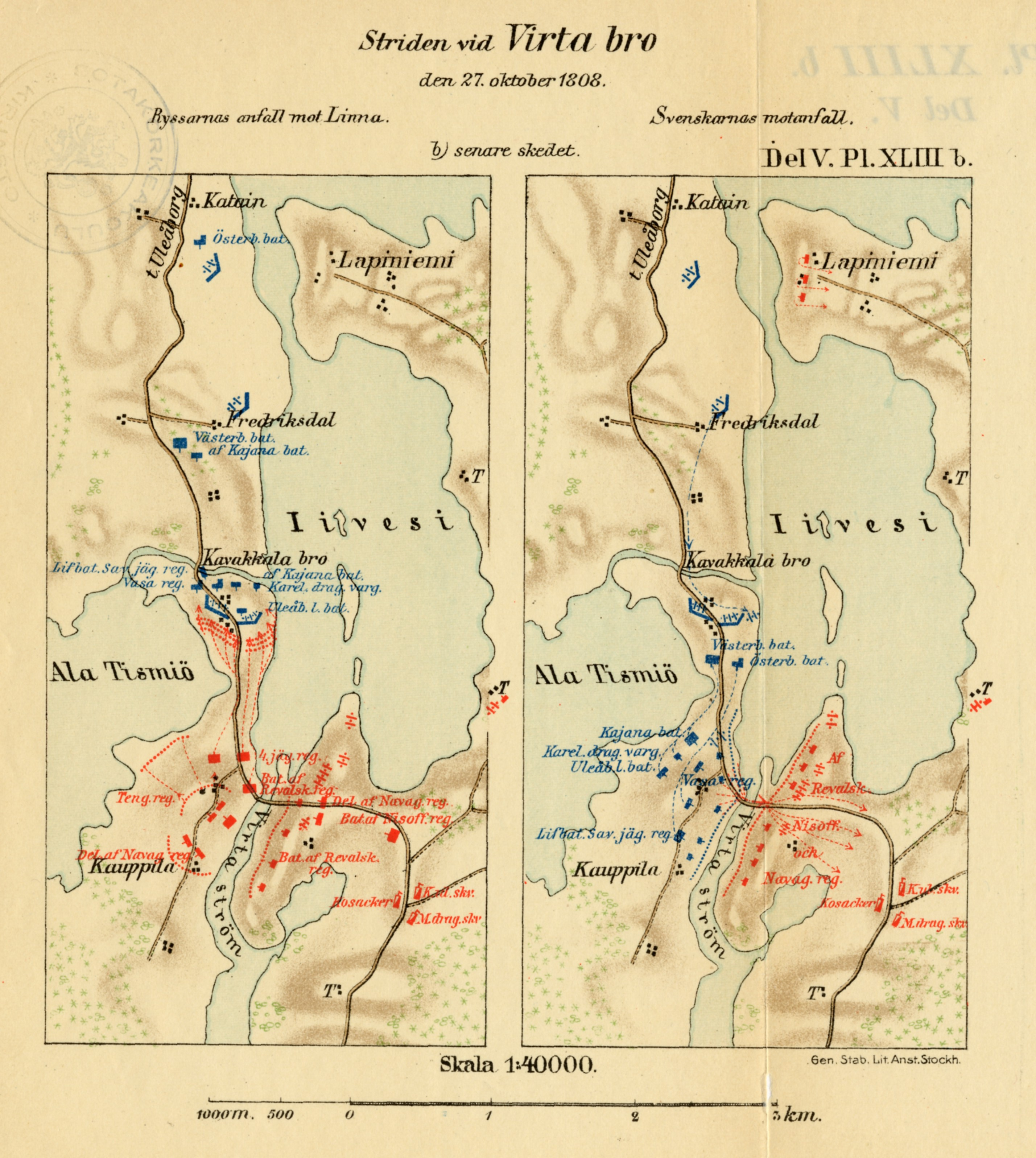
Andra skedet i slaget vid Virta Bro.